# Potěrání
Potěrání je definováno jako tepání nebo šlehání za účelem oddělení dřeviny od lýkových vláken nebo rozvolnění a čištění bavlněných vláken.

## Potěrání lýkových vláken

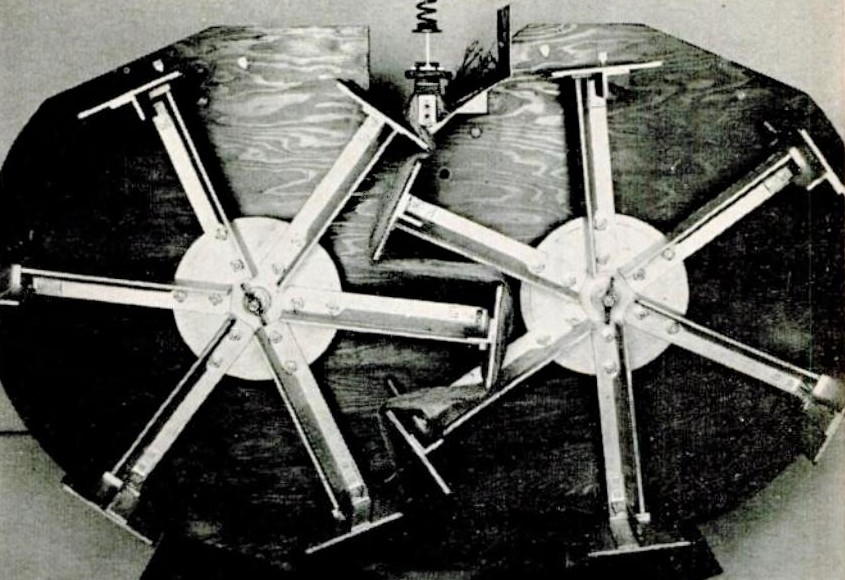
Model profilu potěrací turbíny

Z původních jednoduchých nástrojů (potěrací nůž, trdlice, mědlice, tlouk), kterými se třela vrstva pevně držených lýkových vláken, se vyvinuly potěrací stroje.
První strojní potěradla tzv. "belgická" nebo "irská kola" byly věnce o průměru cca 180 cm se 12-17 lopatkami s ostrou hranou, s ručním nebo vodním pohonem. Některá z těchto zařízení se používala až do poloviny 20. století.
Z různých konstrukcí se asi od 40. let 20. století používají nejčastěji tzv. potěrací turbíny, často spojené s lámacím ústrojím a pomocným zařízením.

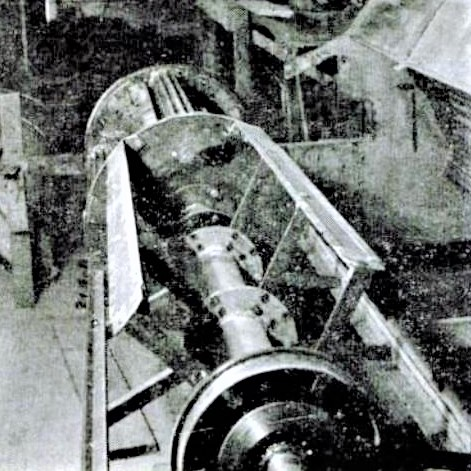
Rotor turbíny (konstrukce z 50. let 20. století)

Potěrací turbína sestává ze dvou párů rotorů opatřených na obvodu (třemi až šesti) podélnými ocelovými lištami s ostrou hranou. Rotory jsou skloubeny tak, že při protisměrných otáčkách každá lišta prochází mezerou mezi lištami protějšku. Stonky lýkových rostlin jsou uchopeny do kleští a dopravní pás je přivádí mezi oba rotory (viz hořejší snímek).
Postup práce u moderních zařízení: Nakládací stůl - vyčesávací ústrojí (odstranění pocuchaných stonků) - rovnač stonků - lámací stroj (několik párů kalandrů k mačkání svazku naplocho) – 1. turbína (potěrání špiček stonků) – zařízení na obracení stonků – 2. turbína (potěrání kořenové části stonků) – vytřásací ústrojí (oddělení koudele a pazdeří).
Agregát z lámacích a potěracích orgánů bývá až 30 metrů dlouhý. Výkon zařízení se udává mezi jednou až dvěma tunami za hodinu, výnos dlouhých vláken mezi 13 a 25 %, koudel 11-15% a více než polovina obsahu stonků je pazdeří.

### Použití potěrání
Technika potěrání se používá k dekortikaci (odkorňování) stonků všech známých lýkových rostlin (len, konopí, ramie, kopřiva) s výjimkou juty a kenafu (podle nepotvrzených údajů se kenaf dá také zpracovat potěráním).
Potěrání jako výrobní činnost je v praxi součástí pěstování lýkových rostlin. K prvnímu stupni textilního zpracování vochlování - přichází potěraná (třená) vlákna obvykle slisovaná v balících.

## Potěrání bavlny

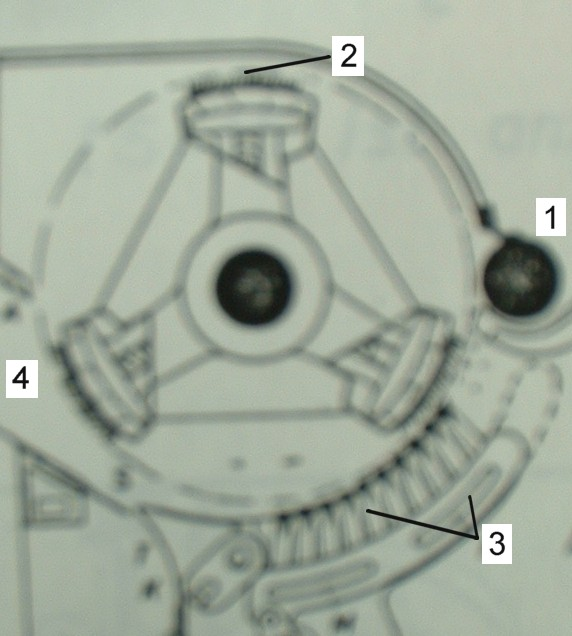
Kirschnerovo potěrací křídlo

Za vynálezce potěracího stroje na bavlnu se označují Snodgrass a Cooper (v roce 1797).

Rouno z potěrané bavlny se svinuje do stůčky (USA cca 1940)

Při předpřádání bavlny bylo v čistírenských soupravách asi do 70. let 20. století jako nejintenzivnější pracovní orgán zařazeno potěrací křídlo.
Nákres vpravo znázorňuje činnost tzv. Kirschnerova křídla, jedné z variant:
Bavlněné rouno je pevně drženo mezi podávacím válcem (1) a řadou pohyblivých kláves, které zdola tlačí na válec, vykyvují se v závislosti na tloušťce rouna a výkyvy se přenáší na mechanické ústrojí k regulaci rychlosti podávání. Hroty na ramenech křídla (2) pročesávají přiváděné rouno a smýkají vločky vláken o nastavitelný rošt (3), kterým propadávají uvolněné nečistoty (úlomky tobolek a semena). Vyčištěná vlákna se nasávají přes potrubí (4) na sítový buben, kde se z nich tvoří rouno jako předloha pro mykací stroje. Potěrací stroj pracuje s otáčkami křídla do 950/min.
Při zpracování silně znečištěných, méněcenných bavln se používají také dvouramenná křídla s otáčkami do 1300 za minutu, jejichž lišty (bez hrotů) mají agresivnější potěrací účinek.
Potěrání zvýhodňuje tvorbu tvrdých smotků (nopků) v bavlně. Potěradla byla proto asi od konce 20. století v čistírenských soupravách nahrazena stroji, které čistí bavlnu na principu čechrání.